# Allan Jay Silverman
Allan Jay Silverman (* 1955) ist ein US-amerikanischer Philosoph und Philosophiehistoriker auf dem Gebiet der antiken Philosophie.
Silverman erwarb den B.A. in Philosophie 1978, den M.A. 1980 an der Ohio State University, den Ph.D. 1985 an der University of California, Berkeley. Er ist Professor für Philosophie an der Ohio State University. Er ist zudem Fellow des Mershon Center for International Security Studies an derselben Universität. Dirk Baltzly ist einer seiner Schüler.
Silverman arbeitet zur Ethik, Metaphysik und zur antiken Philosophie, insbesondere zu Platon und dessen Metaphysik sowie Epistemologie.

## Schriften (Auswahl)
- The Dialectic of Essence: A Study of Plato’s Metaphysics. Princeton University Press, Princeton 2003. – Rez. von S. Burgess, Bryn Mawr Classical Review 2003.06.48; Robert S. Colter, Notre Dame Philosophical Reviews 2003.10.15
- Studies in Plato’s theory of knowledge. Dissertation, University of California, Berkeley 1985.